# 신자천
신자천(申自天, ?~?) 신라(新羅) 4세기때 대아찬(大阿飡)을 지냈다고 하는데 대아찬(大阿飡)은 당시에 왕족(王族)들만
할수있는 관직으로 일반 귀족은 불가능하다.
내물왕(奈勿王)때 대아찬(大阿飡)직을 했다는것이 맞다면 그는 신라(新羅) 왕족(王族)으로 보는데 이유는
그들 김씨(金氏)들이 북방(北方)에서 내려왔다고 하는데 화해사전(華海師全) 세헌(世獻)에보면
신자천(申自天)이 나오는데 처음에 그들 신씨(申氏)도 북방(北方)에서 같은시기에 내려왔다는 내용을 적고있다.
이러한것이 사실이라면 김씨(金氏)들과 떼려야 뗄 수 없는 관계가 있어보이고 그리고 또한 덧 붙이면 화해사전(華海師全)에
신자천(申自天)이 평산신씨(平山申氏)의 시조(始祖) 신숭겸(申崇謙)의 선조(先祖)라고도 적고있다.
그리고 그들이 같은 흉노(匈奴)의 후손(後孫)인지 또한 관련성이 있는지 주목(注目)되는 봐다 이러한 것들을 봐서 신씨(申氏) 들과
경주 김씨(慶州金氏)의 계통(系統)들이 상당한 관련성이 있어보이고 더욱 연구해봐야 알수 있을것같다.
그럼 그러한 것을 증거한 kbs의 역사스페셜을 보면 알수 있었던 것이다.
```
또한 단국대학교 사학과 전덕재 교수는“삼국사기 초기기록은 조작되었다." -인터넷 기사 제목 내용-
```

밑에는 인터넷 기사 일부 내용
```
전덕재 교수, 일제식민사학자, 쓰다소키치 주장을 그대로 되풀이하다
```

```
'고구려 초기역사, 소수림왕 때 창작했기 때문에 믿을 수 없다’
```

```
'신라역사도 내물왕 이전의 초기기록은 조작되어 믿을 수 없다’
```

```
'신라는 내물왕 때 중앙집권 국가되었다’
```

```
'신라가 서기전57년에 세워졌다고 하는데, 이는 갑자년으로 조작해서 만들어낸 것이다’
```

위 기사는 일부이며 외부 링크에 남겨 두었다 기사를 읽어보면 나의 글들이 신빙성이 있다는 것을 알게 될것이다.
그리고 박제상(朴堤上)과 관련된 내용이 화해사전(華海師全)에도 나오고 다른곳에도 나오는데 내용은 비슷하다 밑에 글을 썼다.
```
402년 내물왕(奈勿王)이 서거하자 실성(實聖)이 왕자의 어린 틈을 타서 왕위를 찬탈하고
```

```
복호(卜好) 미사흔(未斯欣) 두 왕자를 
고구려
와 
일본
에 각각 볼모로 보내어 
왕자
 
신자천
(申自天) 배중량(裵仲良)
```

```
등과 더불어 10여 년간 반정에 힘쓴 끝에 드디어 417년 
왕자
 눌지(訥祗)를 왕위에 올려놓는데 성공했다.
```

```
왕위에 오른 눌지(訥祗)는 볼모로 타국에 가 있는 두 아우가 그리워 매양 한탄하니
```

```
대아찬
(大阿飡)
신자천
(申自天)이 "용맹스럽고 지략이 있으며 언변이 좋은
```

```
박제상(朴堤上)"을 추천하였다.
```

어찌되었던 신자천(申自天)은 실존인물 같으며
또한 놀랍게도 흉노(匈奴)는 하나라(夏)와 관련이 있으며 더 나아가 염제신농(炎帝神農) 부락과도 관련이 있다고한다
더욱 관련성을 연구하고 알아봐야 되겠다

## 기타
고려중기 고령신씨 시조 신성용은 신라공족의후예로 되어있음.